# 14312 Політех
14312 Політех (14312 Polytech) — астероїд головного поясу, відкритий 26 жовтня 1976 року.
Тіссеранів параметр щодо Юпітера — 3,708.